# Carlo Cossio
Carlo Cossio (1907-1964) est un auteur de bande dessinée et animateur italien. Il est aujourd'hui surtout connu comme créateur de la série policière d'inspiration fasciste Dick Fulmine (1938-1955), créée avec le journaliste Vincenzo Baggioli dans L'Audace.